# Lachlan Mackenzie Copeland
Lachlan Mackenzie Copeland ( 1973 - ) es un botánico australiano, habiendo obtenido su M.Sc. en la Universidad de New England. Ha publicado en TELOPEA que es editado por el Herbario Nacional de Nueva Gales del Sur.

## Algunas publicaciones

### Libros
- 2005. Systematic studies in Homoranthus (Myrtaceae: Chamelauciea) : /b species limits, Phylogenetic relationships and generic boundaries. Tesis. 532 pp.

- La abreviatura «L.M.Copel.» se emplea para indicar a Lachlan Mackenzie Copeland como autoridad en la descripción y clasificación científica de los vegetales.[1]